# Barbara Leuschner
Barbara Leuschner (* im 20. Jahrhundert) ist eine deutsche Filmeditorin und Regieassistentin.

## Leben
Barbara Leuschner war vor allem in der DDR bei einigen DEFA-Filmen und Fernsehserien des Deutschen Fernsehfunks für den Filmschnitt tätig, darunter auch für Zur See oder Drei Haselnüsse für Aschenbrödel. Sie arbeitete gelegentlich auch als Regieassistentin.

## Filmografie (Auswahl)
Als Cutterin
- 1973: Drei Haselnüsse für Aschenbrödel
- 1974: Kit & Co
- 1977: Zur See – Folge 3: Der Ladungsbrand
- 1979: Spuk unterm Riesenrad
- 1979: Zugvogel am Sund
- 1987: Babel in Berlin
- 1993: Wer zweimal lügt